# Museo Militar de Colombia
El Museo Militar de Colombia, se sitúa en La Candelaria, centro histórico y cultural de Bogotá (Colombia).
Inaugurado el 6 de agosto de 1982, contiene una importante colección de esculturas, documentos históricos, condecoraciones, uniformes militares, armas, vehículos y maquetas que muestran la historia y evolución técnica de las Fuerzas Militares de Colombia. En el Museo también se realizan actividades lúdicas y recreativas para enseñar a los niños la historia de los militares de Colombia. El edificio actual donde funciona el Museo fue construido entre 1911 y 1913 en los predios de la casa donde habitó el Capitán Antonio Ricaurte, héroe de la Independencia de Colombia. Antes de la inauguración del Museo, el edificio fue sede de la Escuela de Ingeniería y de la Escuela de Bellas Artes.

## Servicios
El Museo Militar no sólo ofrece sus instalaciones para enseñar sobre la Historia Militar de Colombia, sino que también cuenta con algunos servicios adicionales:
- Consulta de libros y material en su biblioteca especializada.
- Posibilidad de realizar pasantías con el Museo.
- Alquiler de auditorio con audio y video.